# Gustav Staebe
Gustav Louis Erich Staebe (* 22. August 1906 in Hindenburg O.S.; † 27. September 1983 in Bad Segeberg) war ein deutscher politischer Funktionär, Journalist und Jugendverbandsführer der Hitlerjugend.

## Leben und Wirken
Als Kind wurde Staebe zur Erziehung in die Kadettenanstalt Wahlstatt bei Liegnitz gegeben. 1919 wurde er einem Bericht der Zeitschrift Die Weltbühne zufolge als Zwölfjähriger in Elbing wegen des Anklebens antisemitischer Flugblätter verhaftet. Noch im selben Jahr soll er dem Deutschvölkischen Schutz- und Trutzbund beigetreten sein.
Im Jahr 1923 trat Staebe erstmals der NSDAP bei. Nach dem vorübergehenden Verbot der Partei nach dem gescheiterten Hitler-Putsch vom November 1923 und ihrer Neugründung im Frühjahr 1925 trat Staebe ihr am 9. Mai 1926 erneut bei (Mitgliedsnummer 36.247). Bald darauf wurde er hauptberuflicher Funktionär der NSDAP: Von 1926 bis 1927 amtierte Staebe als Sekretär der NSDAP im Kreis Braunschweig-Land. Anschließend wurde er Zweigleiter von Rathenau, um in den Jahren 1927 bis 1928 als Bezirksleiter von Barnim zu agieren. 1929 bekleidete er schließlich geschäftsführend den Posten des Gauleiters der Saar. 
Seit 1930 legte Staebe den Schwerpunkt seiner Tätigkeit auf den Bereich Presse und Propaganda: 1930 wurde er Gaupropagandaleiter, 1931 wurde er Pressechef im Büro von Walter Darré und 1932 trat er in die Schriftleitung des Völkischen Beobachters ein. Daneben schrieb er für eine Vielzahl kleinerer nationalsozialistischer Zeitungen und Korrespondenzen wie den Wirtschaftspolitischen Pressedienst.
Ab 1932 erregte Staebe größere öffentliche Aufmerksamkeit als Parteiredner der NSDAP. In Versammlungen agitierte er gegen den Weimarer Staat und attackierte ihn als „Geldsackrepublik“, „weil die führenden Männer der heutigen Republik sich die Taschen füllten und ein Prasser- und Schlemmerleben führten“.
In den ersten Jahren nach der Machtergreifung der Nationalsozialisten übernahm Staebe Führungsaufgaben in der Hitler-Jugend (HJ). Baldur von Schirach ernannte ihn 1933 zum Gebietsführer der HJ sowie zum Leiter der Abteilung Presse und Propaganda der Reichsjugendführung. Daneben wurde Staebe zum Rundfunkpressechef der Sendegruppe West ernannt. 
1934 tat Staebe sich bei der von Joseph Goebbels orchestrierten „Aktion gegen Miesmacher und Kritikaster“ hervor, d. h. gegen Monarchisten, Reaktionäre und konservative Gegner des NS-Regimes. In den folgenden Jahren arbeitete Staebe als Chefredakteur für die NS-Landpost und die Bremer Nationalsozialistische Zeitung. In der SS erreichte er den Rang eines SS-Obersturmführers. Am 10. April 1938 wurde er erfolglos für die „Liste des Führers zur Wahl des Großdeutschen Reichstages“ vorgeschlagen.
Im Mai 1945 wurde Staebe von den Alliierten in der Nähe von Gelnhausen verhaftet und im Lager Darmstadt inhaftiert. In seinem Spruchkammerverfahren kam er mit einem milden Urteil davon.
Staebes Schrift Die Welt am Abgrund. 20 Jahre Bolschewistische Schreckensherrschaft (Sonderbeilage der NS.-Presse des Gaues Hessen-Nassau vom 1. Mai 1937, Verlag Frankfurter Volksblatt in Frankfurt am Main) wurde nach Kriegsende in der Sowjetischen Besatzungszone auf die Liste der auszusondernden Literatur gesetzt.